# ファルコネリゾウ
ファルコネリゾウ（Palaeoloxodon falconeri）は、新生代第四紀の中期更新世（チバニアン）に生息していた小型化したゾウ、いわゆるドワーフゾウの一種である。

## 年代
ファルコネリゾウは、80万年前に生息したパレオロクソドン属の1種とくにアンティクースゾウから進化したとされている。本種の最古の化石はシチリア島から産出した50万年前のものであり、約60万年前ごろに同島に定住したとされている。

## 形態

ファルコネリゾウと人間の大きさの比較。

島嶼矮化による進化を遂げており、2015年の研究では肩までの高さが成獣でもオスが96.5センチメートル、メスが80センチメートルと大陸産の関連種と比較すると顕著に小型化していた。2019年の研究では、推定される成獣の体重がオスで250キログラム、メスで150.5キログラムとされている。
頭蓋骨は他のパレオロクソドン属に見られる前頭頭頂隆起がなく、幼形成熟の特徴がある。先祖であるアンティクースゾウと比較すると、頭蓋骨に対する脳の割合が大きく、胴体は比例して幅広で長い特徴を持つ。前脚が後ろ足よりも短く、隆起した胴体も特徴。4本の脚は支える体重が少ないためか長く、趾行性の側面が強かったことが示唆されている。